# Souma (plat traditionnel)
Pour les articles homonymes, voir Souma.
Le souma est un plat traditionnel originaire d’Afrique de l’Ouest, particulièrement apprécié au Mali et au Burkina Faso, qui en sont les plus grands consommateurs. Riche en protéines et en calories, il possède des qualités nutritionnelles remarquables. Il contribue notamment à une alimentation équilibrée et peut favoriser la perte de poids. Ce sont les graines du pois de terre, plante dont la culture ressemble à celle de l’arachide, qui sont utilisées pour sa préparation.

## Préparation
La préparation du souma commence par un tri minutieux des pois de terre pour éliminer toutes les impuretés telles que les cailloux. On les lave soigneusement à l’eau claire, puis on les met à cuire dans une grande marmite d’eau. La cuisson est longue et peut durer toute une journée.
Dès le début de la cuisson, on peut choisir d’ajouter du sel ou non, selon les préférences. Après environ sept à huit heures de cuisson, on ajoute le Piguiri, un mélange de farine de mil, de potasse et de bicarbonate de soude. Ce mélange est déposé en petits tas sur les pois de terre jusqu’à ce qu’ils soient entièrement recouverts. On laisse reposer quelques minutes avant d’ajouter le reste du Piguiri.
La cuisson se poursuit encore pendant environ trois heures. Une fois prêt, le souma peut être consommé tel quel ou accompagné de Piguiri, d’un filet d’huile et d’un peu de sel, selon le goût.